# Falange Socialista Boliviana
La Falange Socialista Boliviana (FSB) è un partito politico nazionalista boliviano fondato il 15 agosto 1937 da Óscar Únzaga de la Vega a Santiago del Cile.
Nacque nel momento in cui la Bolivia era appena uscita dalla guerra del Chaco e fu sostenuto da una ideologia nazionalista di ispirazione sociale e rivoluzionaria sul modello del fascismo italiano, con la prospettiva di istituire un "nuovo Stato boliviano". Si definiva in contrapposizione sia alla "destra che alla sinistra comunista". Fin dalla sua nascita si è trovata a confrontarsi con la vecchia feudale oligarchia mineraria del paese, contraria ad ogni cambiamento sociale; successivamente si scontrò invece con la neo oligarchia assurta al potere nel 1952 con un colpo di Stato.
Fu in grande contrasto con il Movimiento nacionalista revolucionario, partito populista fondato nel 1942 durante la seconda guerra mondiale con lo scopo di portare la Bolivia (fino allora favorevole all'Asse) dalla parte degli Alleati.
FSB è contraria al capitalismo visto come un "sistema di usura" e sfruttamento dell'uomo sull'uomo; e contro il marxismo per essere materialista ed "elemento dissolvente per la lotta di classe", e contro il nazismo come "la negazione del nazionalismo" per il suo carattere razzista, destrorso, allogenizzante ed espansionista. Il suo programma di 17 punti era basato sull'interclassismo e l'organicismo. Non ha partecipato ad alcun governo della Bolivia, per il rifiuto di negoziare con organizzazioni politiche di diverse tendenze. Non è affiliata ad alcuna organizzazione all'estero.